# Bumpei Satō
Bumpei Satō (japanisch 佐藤 文平 Satō Bumpei; * 16. Dezember 1985) ist ein ehemaliger japanischer Tennisspieler.

## Karriere
Bumpei Satō spielte nach einigen wenigen Turnieren auf der ITF Future Tour ab 2005 selten, von 2008 an regelmäßig Profiturniere. Hier kam er in Yokohama nach erfolgreicher Qualifikation auch zu seinem ersten Match auf der ATP Challenger Tour, der nächsthöheren Turnierkategorie. In diesem Jahr war er auch erstmals in der Weltrangliste notiert. 2010 gewann er die ersten zwei von zwölf Futures, die er in seiner Karriere allesamt im Doppel errang. Außerdem spielte er im November des Jahres erstmals ein Halbfinale beim Challenger in Toyota, sodass er Ende des Jahres mit Platz 436 im Doppel in den Top 500 stand. Auch 2011 und 2012 gewann er im Doppel je ein Future-Turnier, konnte in der Rangliste aber keine entscheidende Besserung erzielen. Seine einzigen beiden Matches auf der ATP Tour spielte Satō im Mai 2012 beim World Team Cup, die er jeweils im Doppel verlor.
2013 und 2014 zeigte der Japaner seine besten Leistungen. Im Einzel erreichte er in Traralgon sein einziges Challenger-Viertelfinale seiner Karriere und im Oktober 2014 mit dem 661. Rang zudem sein Karrierehoch. Im Doppel stand er im Juni 2014 nach acht Future-Titeln und dem Erreichen des Finals in Toyota auf Platz 304. Nach weniger erfolgreichen Monaten und einem Abfallen im Ranking spielte Satō 2016 sein letztes Profiturnier.